# Josep Berga i Boix

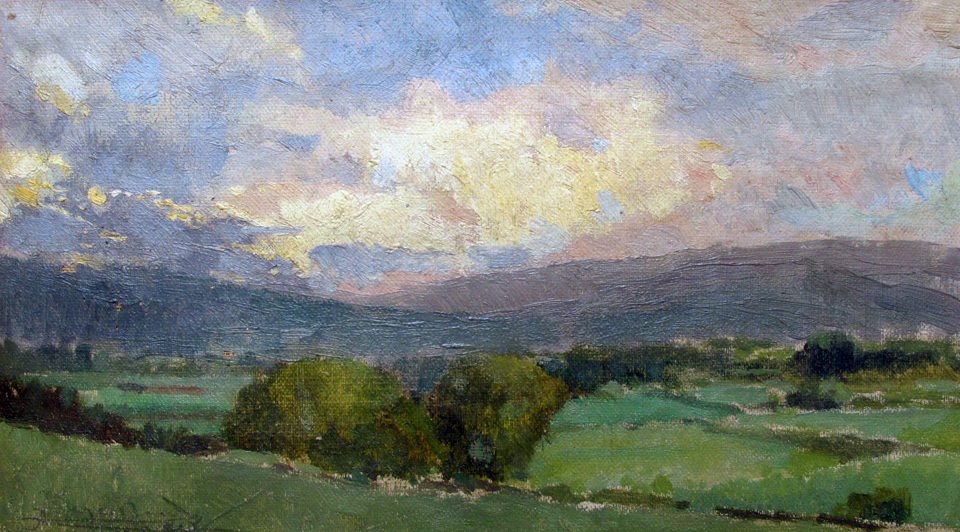
Paisatge (finals s.XIX - principis XX)

Josep Berga i Boix (La Pinya, La Garrotxa, 25 d'octubre de 1837 - Olot, La Garrotxa, 8 d'octubre de 1914), també conegut popularment com l'Avi Berga, fou un pintor català paisatgista que, influenciat per l'Escola de Barbizon, va fundar junt amb el seu amic Joaquim Vayreda l'Escola d'Olot de Pintura. Va ser mestre de dibuix del Centre Artístic, nucli de l'escola d'Olot, i director durant 7 anys de l'Escola de Dibuix de la mateixa ciutat. També se'l coneix com a escriptor de diverses publicacions. En menor mesura es va dedicar a l'escultura d'imagineria religiosa en l'empresa El Arte Cristiano, en la que va ser gerent des de la seva fundació el 1880 fins que va deixar la societat el 1892.

## Biografia

### Família
Josep va ser el primer fill d'un matrimoni format per Silvestre i Petronil·la, una família de camperols treballadors d'un mas dins la població de la Pinya. De família modesta, va poder estudiar gràcies a dos frares exclaustrats que vivien a la mateixa vall, i que van permetre que uns quants nois rebessin formació. Els Berga i Boix no es podien permetre enviar els seus fills a Olot a aprendre. Durant la seva infància, probablement els primers quadres que va veure el jove Berga varen ser els del propietari del mas en què va néixer i viure, Alexandre de Soler. Segurament representacions religioses, retrats d'època barroca o composicions neoclàssiques.
El 1870 es va casar amb Montserrat Boada i Rogés, una mestra que va conèixer a Girona i amb la que va tenir dos fills, un noi i una noia. El gran, Josep, va seguir en certa manera el camí del seu pare, ja que va ser dibuixant, pintor, escriptor i mestre de dibuix.

### Formació artística
L'única manera de seguir amb els estudis era optar a una carrera eclesiàstica. Així, Berga es trasllada a Olot el 1852 a cursar els primers cursos d'humanitats, tres de gramàtica i llatí i dos de retòrica, que podien ser cursats en preceptories de diferents poblacions i no al seminari. Un cop a Olot, va estudiar dibuix sota les ordres de Narcís Pascual i Sala. Copiava en carbonet gravats clàssics, perfils de caps i mans, i figures de guix. Era un plantejament rutinari, d'escola de principis neoclàssics, però va resultar un ensenyament bàsic pel seu desenvolupament plàstic posterior.
El 1855, va traslladar-se a Girona a continuar amb els seus estudis eclesiàstics. Va estar en el seminari fins al sisè curs, un curs abans de decidir si ingressava definitivament en el clericat. Com a Olot, simultàniament va estudiar dibuix. Va aprendre pintura sota les ordres de Francesc Tenas i d'Alfons Gelabert Buxó, antic deixeble de Couture a París. Quan abandona els estudis el 1865, treballa com a delineant de l'arquitecte Martí Sureda.
A la ciutat, el seu primer encàrrec artístic formal va ser pintar una capelleta en un menjador particular. També feia làmines per estudiants de magisteri i figures de pessebre, que segurament sabia vendre i aconseguia uns pocs recursos per seguir estudiant.
Berga va ser un col·laborador habitual de publicacions i diaris. Va participar com a il·lustrador a Catalunya Artística. Per alguns dels seus escrits, publicats en el diari carlí gironí El Norte, després de la Revolució de 1868, es va haver de refugiar a la Catalunya Nord, establint-se a Perpinyà i a Ceret. Es va tornar a exiliar durant la Tercera Guerra Carlina el 1873, juntament amb Joaquim Vayreda. Durant aquestes estades a França, Berga vivia dels encàrrecs de retrats puntuals de la burgesia francesa, i també coneixerà l'Escola de Barbizon, influència francesa que va marcar la plàstica del grup d'Olot. Estudia el paisatge i fa “apuntacions” dels Pirineus, que és com ell anomena als esbossos i notes que fa a l'aire lliure. Aquests anys setanta seran el començament de la maduresa del pintor com a paisatgista.
Com a pintor paisatgista, fou un dels artistes convidats a la primera exposició de l'Acadèmia de Belles Arts de Sabadell l'any 1882, junt amb Eliseu Meifrèn, Ramon Martí i Alsina, Santiago Rusiñol, Modest Urgell, Marià Vayreda o Joaquim Mir, entre d'altres.

### Mestre de dibuix

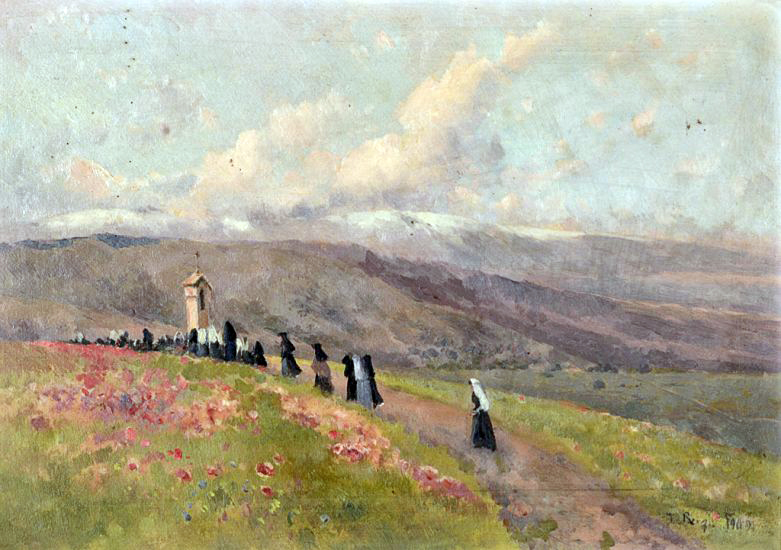
Processó (1909)

Després de la seva primera estada a França, l'any 1869 Berga i Boix va tornar a Girona, insistit per Vayreda, per presentar-se a unes oposicions per ser el director de l'Escola de Dibuix d'Olot. No va obtenir la plaça i se'n va tornar a Olot on es va dedicar a donar classes de dibuix al Centre Artístic. Aquest centre va ser fundat per Joaquim Vayreda i Berga i Boix el mateix 1869, buscant traslladar a Olot l'ensenyament que ell havia rebut a Barcelona amb Ramon Martí i Alsina. Berga escriu de l'artista olotí:
| « | L'any xeixanta nou, [hont] comensá á realisar son somni daurat montant una escola de dibuix particular ab lo sistema que se'n deya modern, ja que ab lo rutinari de dita época no's podía obtenir cap resultat. | » |

En el segle xix el paisatge era considerat un art decoratiu, un gènere per sota la pintura figurativa. El Centre Artístic, més tard conegut com l'Escola d'Olot, va ser hereu de corrents sorgits a Anglaterra, amb Constable i l'escola de Norwich, i França amb l'escola de Barbizon, que faran del paisatge un gènere propi. Arriba en un moment en què el públic burgès busca un art més realista, triomfa el paisatge i es va abandonant la pintura religiosa. A Olot van crear una escola, un nucli de revolució pictòrica que va aconseguir ser un referent de l'art català al marge del focus barceloní on es concentrava el gruix de l'activitat artística del moment. Tot i que varen ser molts els artistes barcelonins contemporanis als quals els va seduir el tema paisatgístic de Vayreda i de Berga, com demostra la descripció de Santiago Rusiñol:
| « | ... allá al lluny, mirant un fondo limitat per altes serres, com rompiments de teatre, la gran planúria d'Olot, nova per a mi, s'em va aparéixer com si l'hagués coneguda. Allí al peu del fons de tot, roques negroses eixoplugant cases rossenques, arrecerades sota deis árbres; mes a prop camps vermellosos, resseguits plec a plec per les ratlles de Carada; taques verdoses de roures, salzerades acotxant els rierais, turons volcánics i pertot, pels fondos deis torrents, per les bagues i pels lloms, la flor blanca del fajol, oberta, tendrá I flexible, aplanant-se sota el vent, gronxant-se, tremolant com vies de nervis i omplint tota la plana d'una nevada olorosa. | » |

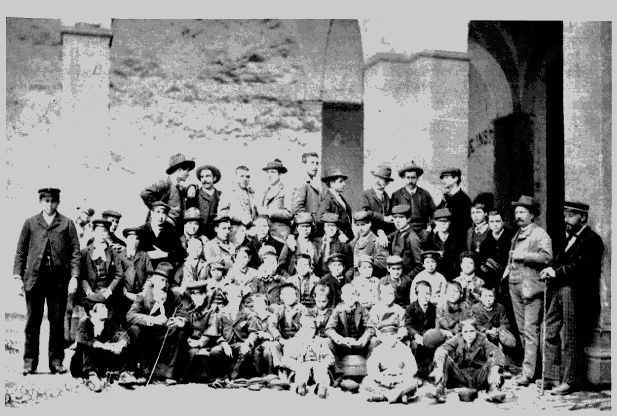
Alumnes de l'Escola de Dibuix d'Olot amb Josep Berga i Boix, segon de l'esquerra de la primera fila (1891)

Finalment, el 1877 va ser nomenat director de l'Escola de Dibuix d'Olot, a la qual es va dedicar amb cos i ànima fins a la seva mort.
Sota el seu ensenyament es van formar, entre d'altres, el pintor Josep Gelabert i Rincón i els escultors Josep Clarà i Miquel Blay i Fàbregas.
El 1880, amb la col·laboració de Joaquim Vayreda i Valentí Carrera, va crear un taller d'imatgeria religiosa, "Sants d'Olot", conegut internacionalment gràcies a la seva magnífica tasca. La intenció dels creadors era la de donar sortida professional als alumnes que sortien de l'Escola d'Olot, i dignificar les realitzacions d'escultura religiosa que es feien en aquells moments. Berga va abandonar, avorrit en comprovar que no podia canviar el mal gust de la gent. Existeixen referències que en el taller d'aquesta empresa es varen realitzar figures de pessebre, algunes de les quals varen sortir de les mans de Berga.
El 16 de desembre de 2000 va ser nomenat com a fill il·lustre de la ciutat d'Olot i es va instal·lar el seu retrat, pintat per l'artista olotí Kim Domene, a la Galeria d'Olotins Il·lustres de l'Ajuntament d'Olot.

## Obra

### Pintura
Berga i Boix introdueix l'observació directa del natural, i una visió empírica de la natura. Pinta a plein air per les valls d'Olot, l'entorn del riu Fluvià i els aiguamolls de la Moixina, agafant les frondoses rouredes i els perfils del Puigsacalm al fons. La seva obra pictòrica mostra un marcat realisme. Va saber dur als quadres el gran paisatge olotí amb un estil molt personal.
Les seves pintures reflecteixen la vida de la Garrotxa, diferent de la vida a la ciutat. La natura adquireix una gran importància i també l'activitat humana que s'hi desenvolupa: el pagès forma part del paisatge. Amb els pagesos de la zona ell veu la tradició, sempre vigent en la seva obra. Sempre els col·loca la barretina catalana, capell tradicional que Berga va dur durant la seva infància.

Va optar preferentment per la muntanya garrotxina, i és l'únic pintor olotí que va agafar aquesta visió dels cims i de les serralades comarcals:
| « | ...pelegrinar per les garrotxes i afraus en cerca de la nota viva, de la bellesa pura que tancava aquest país de son enamorament. | » |

S'enamora de paisatges senzills, i així es pot veure reflectit en la tria dels temes per les seves obres. Utilitza una paleta molt variada i una pinzellada amb poc gruix però intencionada.
Va realitzar també diversos retrats i algunes figures típiques, tot i que amb menys impacte estètic que el seu company Vayreda. Va realitzar quadres de gènere, que és on manifesta més clarament el món profundament catòlic de l'Escola d'Olot, amb imatges de camperoles resant o parant davant d'un oratori.
Va realitzar al llarg de la seva vida una gran quantitat de dibuixos què li servien com estudi per després traslladar-los sobre la tela. Com a escultor, no es conserva pràcticament cap obra seva. Les obres escultòriques que se li atribueixen no són de molta qualitat i resulten poc interessants al costat de la seva pintura. L'única obra que se sap amb seguretat que és seva és una Verge de terracuita conservada al Museu de la Garrotxa, probablement un dels primers sants dels tallers d'Olot.

### Literatura

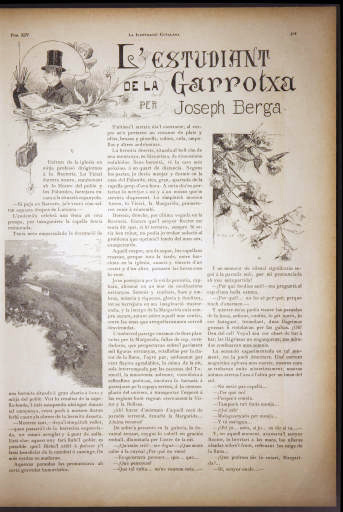
L'estudiant de la Garrotxa publicada a La Ilustració Catalana (1a època, núm. 318) el 15 d'octubre de 1893

Durant el seu exili a la Catalunya Nord, va conèixer a Carles Bosch de la Trinxeria, conegut escriptor que el va aficionar a la literatura catalana. En el camp de l'escriptura, va conrear el conte, la novel·la i el teatre de costums. Les seves obres més significatives en aquest camp foren La Borda (1902), en teatre, i L'estudiant de la Garrotxa (1895), en narrativa, amb alguns tocs autobiogràfics. Va començar a escriure quan va prendre forma el projecte regionalista olotí, ja que amb la literatura podia difondre més fàcilment una determinada ideologia.
L'estudiant de la Garrotxa es va publicar entre 1893-94 en forma de capítols en la revista barcelonina La Ilustració Catalana. Aquest primer relat el va donar a conèixer fora de l'àmbit comarcal. El 1895 la mateixa revista el va editar ja com a novel·la amb dibuixos de diferents artistes olotins. La bona acollida va animar a Berga a continuar. Va escriure una segona part, així com d'altres (Clareta (1917), Lo casal del roure o Un retrato esborrat" (1897)).
Com a crític artístic local li publiquen el 1905 L'art d'Olot en el segle XIX en la Revista Olotina. Altres revistes en les quals col·labora són La Renaixença, El Montascopa, o Lo gerones. A finals de la seva vida va fer un recull de llegendes amb el títol de Llegendes de la comarca d'Olot, editat entre 1914 i 1915 a la revista olotina El Deber i més tard publicat en format de llibre.En els articles periodístics se l'ha titllat de particularista, exaltat i més aviat intolerant.

L'escriptor i filòsof Josep Maria Capdevila i Balanzó recorda com havia sentit explicar a Berga i Boix l'origen del llibre editat per Marià Vayreda, Records de la darrera carlinada (editat el 1898):
| « | Un día en Berga llegia a un cenacle d'amics, entre els quals hi havia en Vayreda, la seva novel·leta L'estudiant de la Garrotxa. En Vayreda restà pensarós, i al capdavall va demanar-li: Com us ha vingut, d'escriure aqueixa novel·leta? I en Berga li respongué: Doncs, amb recordances de la meva vida, pensant-hi i fent-ne una gabella, que les relliga com fem en una tela. En Vayreda, que era pintor com el seu germà Joaquim, collí el pensament d'en Berga. I començà, des d'aleshores a pensar les coses que havia viscudes en la seva jovenesa fantasiosa; i així elaborà el teixit dels seus Records de la darrera carlinada. | » |

### Galeria d'obres
| Imatge                            | Dades                                           | Dades                                           | Imatge                        | Dades                                         | Dades                                         |
| --------------------------------- | ----------------------------------------------- | ----------------------------------------------- | ----------------------------- | --------------------------------------------- | --------------------------------------------- |
|                                   | Sense títol (interior de Sant Feliu de Girona)  | Sense títol (interior de Sant Feliu de Girona)  |                               | Sense títol (Nena davant d'una creu de terme) | Sense títol (Nena davant d'una creu de terme) |
| 1867                              | oli sobre cartró 31,5 x 23,5 cm                 | 1870                                            | oli sobre tela 70 x 54,5 cm   |                                               |                                               |
| Museu de la Garrotxa. (MCGO 442)  | Museu de la Garrotxa. (MCGO 442)                | Col·lecció particular                           | Col·lecció particular         |                                               |                                               |
|                                   |                                                 | .                                               |                               |                                               |                                               |
|                                   | Veïnat de Sangles                               | Veïnat de Sangles                               |                               | Sometent a Catalunya                          | Sometent a Catalunya                          |
| 1871                              | aquarel·la sobre paper 128,5 x 263 cm           | 1887                                            | oli sobre tela 47 x 57,5 cm   |                                               |                                               |
| Museu de la Garrotxa              | Museu de la Garrotxa                            | Museu d'Art de Girona                           | Museu d'Art de Girona         |                                               |                                               |
|                                   |                                                 | .                                               |                               |                                               |                                               |
|                                   | Sense títol (Caçant un niu)                     | Sense títol (Caçant un niu)                     |                               | Aplec                                         | Aplec                                         |
| 1880                              | oli sobre tela 53 x 44 cm                       | 1886                                            | oli sobre tela 100 x 62 cm    |                                               |                                               |
| Col·lecció particular             | Col·lecció particular                           | Museu de Montserrat (MDM 38)                    | Museu de Montserrat (MDM 38)  |                                               |                                               |
|                                   |                                                 | .                                               |                               |                                               |                                               |
|                                   | Paisatge                                        | Paisatge                                        |                               | Sense títol (la vall d'Olot)                  | Sense títol (la vall d'Olot)                  |
| 1901                              | oli sobre tela 52,5 x 81 cm                     | 1901                                            | oli sobre tela 60 x 100 cm    |                                               |                                               |
| Museu Nacional d'Art de Catalunya | Museu Nacional d'Art de Catalunya               | Col·lecció particular                           | Col·lecció particular         |                                               |                                               |
|                                   |                                                 | .                                               |                               |                                               |                                               |
|                                   | Sense títol (Aplec d'Esperança de la Canya)     | Sense títol (Aplec d'Esperança de la Canya)     |                               | Sense títol (Puigsacalm amb neu)              | Sense títol (Puigsacalm amb neu)              |
| 1901                              | oli sobre fusta 29,5 x 38 cm                    | 1901                                            | oli sobre cartró 32 x 15 cm   |                                               |                                               |
| Col·lecció particular             | Col·lecció particular                           | Col·lecció particular                           | Col·lecció particular         |                                               |                                               |
|                                   |                                                 | .                                               |                               |                                               |                                               |
|                                   | Paisatge                                        | Paisatge                                        |                               | Sense títol (Cel rogent)                      | Sense títol (Cel rogent)                      |
| 1902                              | oli sobre tela 18,5 x 26,5 cm                   | 1908                                            | oli sobre cartró 26 x 37,5 cm |                                               |                                               |
| Biblioteca Museu Víctor Balaguer  | Biblioteca Museu Víctor Balaguer                | Col·lecció particular                           | Col·lecció particular         |                                               |                                               |
|                                   |                                                 | .                                               |                               |                                               |                                               |
|                                   | Sense títol (Puigsacalm amb la barra de ponent) | Sense títol (Puigsacalm amb la barra de ponent) |                               | Ramat de xais                                 | Ramat de xais                                 |
| 1912                              | oli sobre cartró 38 x 25 cm                     | 1912                                            | oli sobre tela 100 x 62 cm    |                                               |                                               |
| Col·lecció particular             | Col·lecció particular                           | Museu de la Garrotxa                            | Museu de la Garrotxa          |                                               |                                               |
|                                   |                                                 | .                                               |                               |                                               |                                               |
|                                   | Sense títol (Atzavares)                         | Sense títol (Atzavares)                         |                               | Sense títol (Camp de fajol i pedres)          | Sense títol (Camp de fajol i pedres)          |
| 1913                              | oli sobre cartró 39 x 26,5 cm                   | finals s.XIX – principis s. XX                  | oli sobre fusta 22 x 37 cm    |                                               |                                               |
| Col·lecció particular             | Col·lecció particular                           | Col·lecció particular                           | Col·lecció particular         |                                               |                                               |
|                                   |                                                 | .                                               |                               |                                               |                                               |

## Llegat
El seu fons documental es conserva a l'Arxiu Comarcal de la Garrotxa.